# Reducto de San Jorge
El reducto de San Jorge (en maltés: Ridott ta' San Ġorġ) es un reducto en Birżebbuġa, Malta. Fue construido en 1714-1716 por la Orden de San Juan como parte de una serie de fortificaciones costeras alrededor de las islas maltesas, y recibió su nombre de una capilla dedicada a San Jorge que se incorporó al reducto. Hoy en día, el reducto y la capilla aún existen y se encuentran en buen estado.

## Historia

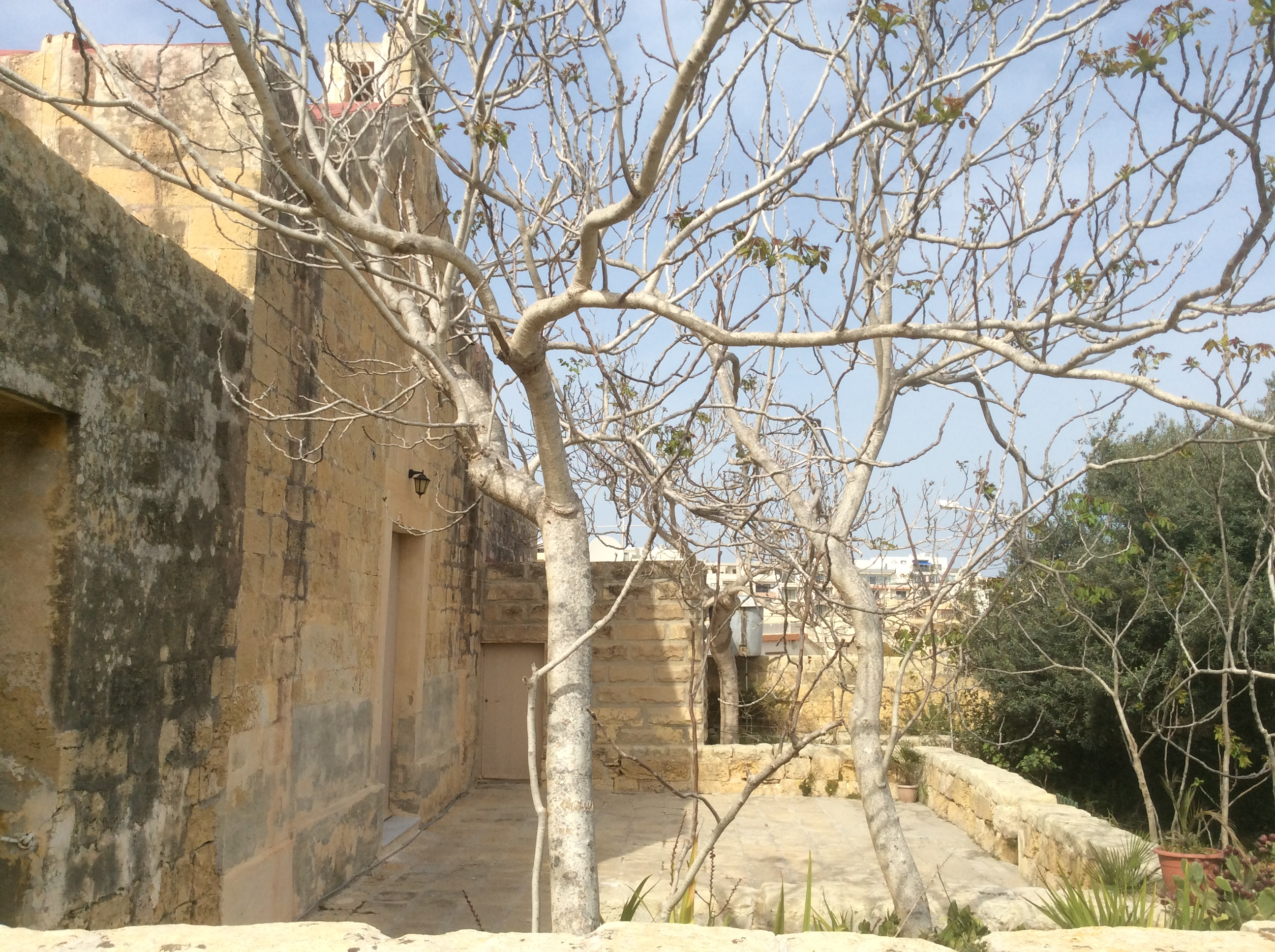
La plataforma del reducto, con la capilla a la izquierda

El yacimiento ha estado habitado desde la Edad del Bronce y todavía se encuentran silos de la época en la costa junto al reducto.
El reducto de san Jorge se construyó entre 1714 y 1716 como parte del primer programa de construcción de baterías costeras en Malta. Formaba parte de una cadena de fortificaciones que defendían la bahía de Marsaxlokk, que también incluía otros tres reductos, la gran Torre de San Luciano, dos torres de Redin más pequeñas, siete baterías y tres atrincheramientos.
El reducto fue construido en el sitio de un cementerio. Incorporó la Capilla de San Jorge, que había sido construida en 1683 en el sitio de una capilla anterior. Además de ser el único reducto hospitalario que incorpora una iglesia, el reducto de San Jorge también es inusual ya que tiene una forma semicircular, mientras que la mayoría de los reductos eran pentagonales. La plataforma semicircular está rodeada por un parapeto bajo. Los muros que unen el reducto con la iglesia están perforados por aspilleras de fusilería, mientras que la puerta tenía un foso y un puente levadizo.

## En la actualidad

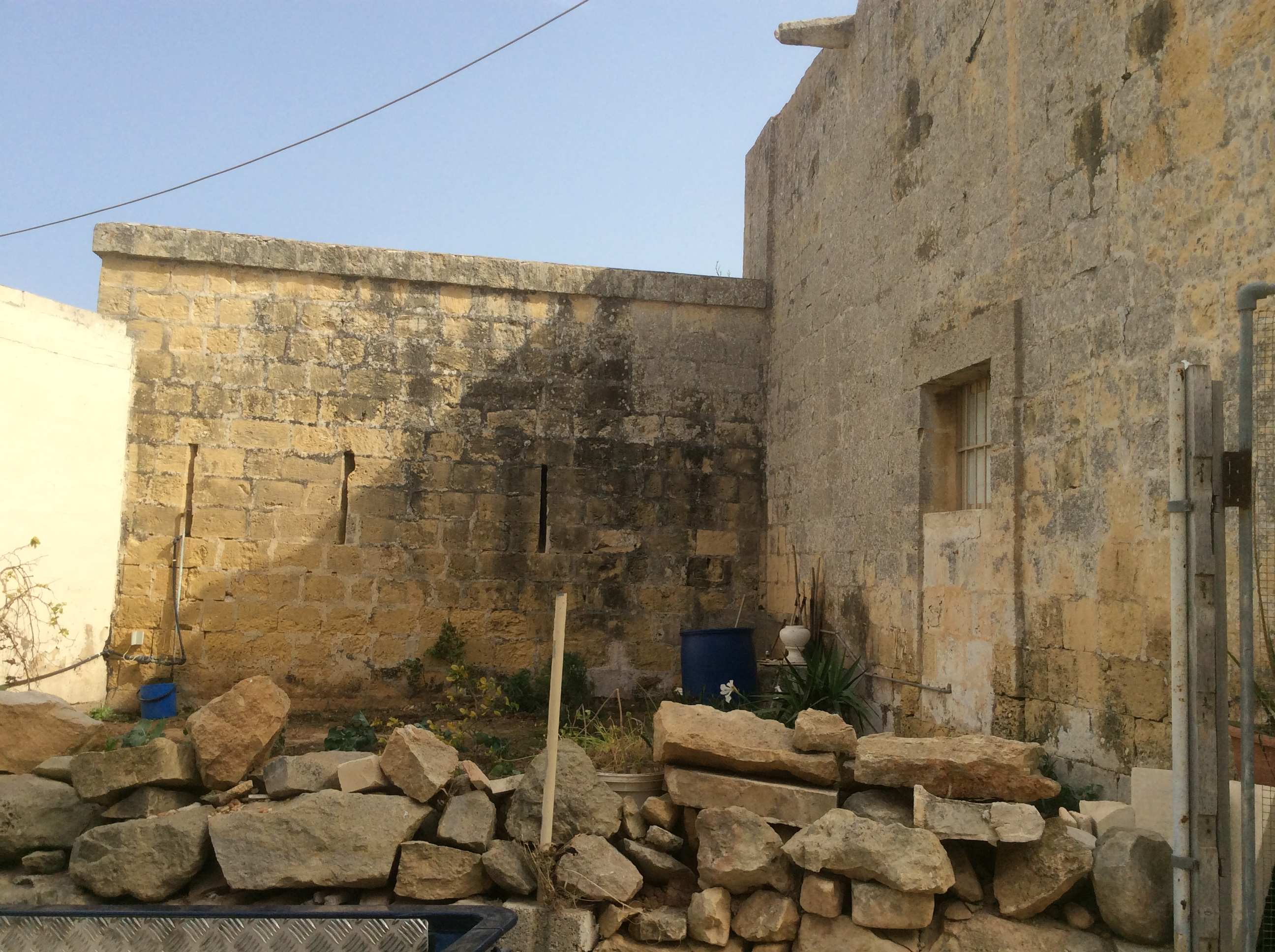
Lagunas de fusilería

Hoy, la capilla y el reducto están administrados por la Sociedad Misionera de San Pablo. Ambos están en buenas condiciones y figuran en el Inventario Nacional de Bienes Culturales de las Islas Maltesas.